# Fiscalía Especializada para la Atención de los Delitos Electorales
La Fiscalía Especializada para la Atención de los Delitos Electorales (FEPADE) es el organismo de la Fiscalía General de la República con autonomía de México, es responsable de atender en forma institucional, especializada y profesional, lo relativo a los delitos electorales federales.
Es una de las autoridades, además del Instituto Nacional Electoral (INE) y el Tribunal Electoral del Poder Judicial de la Federación (TEPJF), encargadas de garantizar la equidad, legalidad y transparencia de las elecciones federales y locales en los casos que resultan de su competencia.

## Creación
El 19 de julio de 1994 se publicó en el Diario Oficial de la Federación el decreto mediante el cual se reformaron diversas disposiciones del Reglamento de la Ley Orgánica de la Procuraduría General de la República, lo cual dio origen a la Fiscalía Especializada en Delitos Electorales.
El 10 de mayo de 1996 fue publicada en el Diario Oficial de la Federación la Ley Orgánica de la Procuraduría General de la República en consecuencia, el 27 de agosto de 1996 su Reglamento. La fiscalía cambió su denominación a la actual, toda vez que es la responsable de conocer, atender y perseguir la generalidad de delitos electorales federales.

## Atribuciones
La FEPADE tiene como uno de sus principales atribuciones las siguientes:
1. Investigar, prevenir y perseguir los delitos en materia electoral
2. Ejercer la facultad de atracción para la investigación y persecución de delitos del fuero común que tengan conexión con delitos federales materia de electoral.
3. Establecer mecanismos de coordinación con las unidades administrativas que tengan a su cargo el control y seguimiento de las averiguaciones previas y de los procesos penales federales, a fin de perfeccionar el ejercicio de la acción penal y facilitar las actuaciones procesales que deban desahogarse ante los órganos jurisdiccionales.
4. Proponer, políticas, estrategias y líneas de acción para combatir los delitos electorales; así como participar, en coordinación con las instancias competentes, en la elaboración y ejecución de los programas de prevención.
5. Informar mensualmente al Consejo General del Instituto Federal Electoral sobre la cantidad y naturaleza de las denuncias recibidas, el estado de las averiguaciones previas iniciadas, de las consignaciones efectuadas, de los procesos y de los amparos, en su caso.
6. Fortalecer e implementar mecanismos de cooperación y colaboración con autoridades federales, de las entidades federativas, municipales y del Distrito Federal, atendiendo a las normas aplicables y políticas institucionales, conforme a los lineamientos que emita el procurador.
7. Diseñar e implementar proyectos, estudios y programas permanentes de información y fomento de la cultura de la denuncia y de la legalidad en materia penal electoral.

## Funciones
La Fiscalía Especializada para la Atención de Delitos Electorales es la Institución encargada de procurar justicia en materia penal electoral; previene, investiga y persigue delitos en materia electoral federales y locales en los casos señalados por la ley.
Está facultada para integrar y resolver averiguaciones previas en materia penal electoral federal, su actuación no se encuentra sujeta a aprobación, revisión o corrección de ninguna otra instancia de la Procuraduría General de la República, lo que garantiza la actuación independiente de la Fiscalía. Para desarrollar su labor, cuenta con una fuerza ministerial especializada y capacitada en materia de delitos electorales para combatir la comisión de ilícitos, ya sea de oficio o vía denuncia es posible iniciar averiguaciones previas y/o actas circunstancias en el sistema penal tradicional, así como carpetas de investigación de acuerdo al nuevo sistema penal acusatorio.
Asimismo, la FEPADE realiza diversas acciones tendentes a la prevención de delitos electorales, para tal efecto cuenta con un equipo de profesionales que dan a conocer mediante cursos, pláticas informativas, conferencias, las consecuencias jurídicas en las que puede incurrir una servidora o servidor público, las personas militantes de un partidos político, las candidatas y candidatos, cuadros y dirigentes de partidos políticos, así como cualquier persona que realice hechos constitutivos de delitos en materia electoral; adicionalmente elabora y difunde materiales impresos, como son carteles, postales, guías, entre otros, mediante plataformas tecnológicas y páginas web, elabora contenidos para que toda la ciudadanía tenga acceso a la información relativa a la materia.
La Fiscalía Especializada cuenta con sistemas de atención ciudadana: FEPADETEL, servicio telefónico gratuito que orienta de manera inmediata a la ciudadanía, respecto a consultas jurídicas, quejas, orientación y en su caso presentación de denuncias. El otro sistema es FEPADENET, en el que vía correo electrónico se proporciona orientación en materia penal electoral a la ciudadanía, por el cual se otorga información, se pueden efectuar consultas jurídicas, quejas y denuncia de delitos electorales, así como en la página web del organismo.

## Organigrama
Esta Fiscalía está conformada por la Oficina del Fiscal, tres Direcciones Generales y tres Coordinaciones:
- Oficina del Fiscal
- Dirección General de Averiguaciones Previas y Control de Procesos
- Dirección General Jurídica en Materia de Delitos Electorales
- Dirección General de Política Criminal, Coordinación y Desarrollo en Materia de Delitos Electorales
- Coordinación de Análisis Técnico Jurídico y Prospectiva
- Coordinación de Asesores
- Coordinación Administrativa

## Fiscales
| Fiscal                              | Periodo    |
| ----------------------------------- | ---------- |
| Ricardo Franco Guzmán               | 1994       |
| Estuardo Mario Bermúdez Molina      |            |
| Javier Patiño Camarena              |            |
| María de los Ángeles Fromow         | 2001-2007  |
| Arely Gómez González                | 2007-2010  |
| José Luis Vargas Valdez             | 2010-2012  |
| Imelda Calvillo Tello               | 2012       |
| Alfredo Orellana Moyao              | 2012-2014  |
| Santiago Nieto Castillo             | 2015-2017  |
| Héctor Marcos Díaz-Santana Castaños | 2017-2018  |
| José Agustín Ortiz Pinchetti        | 2019-2024  |
| Facundo Santillán Julián            | Desde 2025 |

## Casos relevantes

### Odebrecht
El pasado 15 de agosto, se dio a conocer en medios de comunicación que la FEPADE inició una investigación por el presunto financiamiento de la empresa brasileña Odebrecht a la campaña presidencial de Enrique Peña Nieto. El delito se habría dado bajo las órdenes del extitular de PEMEX, Emilio Lozoya Austin, quien en 2012 se desempeñó como coordinador de Vinculación Internacional en la campaña electoral.

### César Duarte Jáquez, exgobernador de Chihuahua
La Fiscalía Especializada para la Atención de Delitos Electorales (Fepade) obtuvo una orden de aprehensión en contra del exgobernador de Chihuahua, César Duarte Jáquez, por la presunta comisión de delitos electorales. El exgobernador es acusado de descontar el 10% de salario a 700 de sus empleados durante su administración con el fin de entregarlos al PRI estatal, los cuales tendrían como objeto financiar campañas electorales. El dinero era concentrado en un cheque mensual a nombre del  titular de la Secretaría de Hacienda estatal para ser depositado a la cuenta de un empresario, sin que los recursos pasaran por la revisión del Instituto Nacional Electoral (INE).
Además del exgobernador, están involucrados exsecretario de Hacienda, de Finanzas, el director general de Programación y el director de Recursos Humanos del estado, esto sin mencionar a la diputada Karina Velázquez -expresidenta del PRI-Chihuahua.
La Fiscalía al inicio de 2018 solicitó a la Subprocuraduría Jurídica y de Asuntos Internacionales de la PGR, la extradición del exgobernador de Chihuahua, César Duarte, por el delito de peculado electoral por un monto de 79 millones de pesos.

### Javier Duarte, exgobernador de Veracruz
FEPADE obtuvo una orden de aprehensión contra el exgobernador de Veracruz, Javier Duarte de Ochoa, por obstaculizar y poner en riesgo el proceso electoral de la entidad. La orden de aprehensión fue librada el 8 de marzo de 2017 por presuntamente haber obstaculizado las labores públicas de los funcionarios electorales del Organismo Público local Electoral de Veracruz, al negar los recursos económicos necesarios para desarrollar adecuadamente sus funciones electorales en la entidad. Estos recursos ascienden a 35 millones de pesos. 
El ilícito está contemplado en el artículo 7, fracción IV de la Ley General en Materia de Delitos Electorales. Dicho precepto señala que se impondrán de seis meses a tres años de prisión a quien: (…) “IV. Obstaculice o interfiera el desarrollo normal de las votaciones, el escrutinio y cómputo, o el adecuado ejercicio de las tareas de los funcionarios electorales (…)”.
A pesar de que se instruyó su aprehensión, el delito por el que se acusa no fue autorizado en Guatemala ya que en ese país no existe la conducta delictiva que le atribuyen.

### Arturo Escobar, Subsecretario de Gobernación
En noviembre de 2015, la FEPADE obtuvo una orden de aprehensión en contra de quien fuera Subsecretario de Gobernación y exdirigente del Partido Verde Ecologista de México (PVEM), Arturo Escobar, por presuntamente cometer delitos electorales en los comicios del 2015. El entonces subsecretario de Gobernación firmó un contrato por 2.3 millones de pesos para la distribución de 10 mil tarjetas Premia Platino durante la campaña del PVEM en ese año. La tarjeta Premia Platino, con la que se ofrecieron descuentos en más de 8 mil establecimientos, fue entregada en domicilios de personas no afiliadas al PVEM, antes y durante la campaña, junto con una hoja con la leyenda “Felicidades, muchas gracias por ser Verde”, y el logotipo de ese partido con la intención de coaccionar el voto.
La violación a la ley electoral radica en que se prohíbe que partidos, candidatos o equipos de campaña entreguen cualquier tipo de material en el que se oferte o entregue algún beneficio directo, indirecto, en especie o efectivo, por representar un “indicio de presión” al elector para obtener su voto. Sin embargo, la Juez Décimo Primero de Distrito en Procesos Penales Federales, Rosa María Cervantes negó la orden de captura, rechazando aplicar la nueva ley electoral y declarando como inconstitucional el delito imputado.

### Agresión a una Vocal Ejecutiva en Oaxaca
Se obtuvo auto de formal prisión contra tres personas que participaron en la agresión a una Vocal Ejecutiva de la Junta Distrital 07 en Oaxaca, mientras se encontraba desayunando en un restaurante, en Juchitán, Oaxaca, obstaculizado el adecuado ejercicio de la función electoral. 

### Exsecretario de Desarrollo Social de Colima
Un Juez de Distrito en el estado de Colima dictó auto de formal prisión en contra del exsecretario de Desarrollo Social en el estado de Colima. Se le acusó de coaccionar y amenazar a sus subordinados para que realizaran actos de proselitismo de campaña y votaran a favor de candidatos de un partido político en contra de su voluntad.

### Expresidenta Municipal de Suchiate
Se obtuvieron tres autos de formal prisión contra la Expresidenta Municipal de Suchiate, un exoficial del Registro Civil, un secretario del ayuntamiento, así como, un exfuncionario municipal en el estado de Chiapas, así como once órdenes de aprehensión pendientes de cumplimentar, por gestionar y participar en la expedición ilícita de credenciales de elector. La entonces Presidenta Municipal de Suchiate, ayudó a tramitar actas de nacimiento como mexicanos a personas de nacionalidad guatemalteca y, en otros casos, vendió dichas actas, valiéndose de la ayuda de su esposo, entonces oficial del Registro Civil del citado municipio. Posteriormente los llevaba a tramitar de forma ilícita una credencial de elector en los módulos móviles del Instituto Nacional Electoral, establecidos en diversas localidades de Suchiate.

### Destrucción de materiales electorales en Oaxaca
Se obtuvo sentencia condenatoria en contra de cuatro personas que durante la jornada electoral del 7 de junio de 2015, destruyeron una casilla en Salina Cruz, Oaxaca. Posteriormente se apoderaron de documentos electorales, y fueron detenidas al momento de los hechos por elementos de la Policía Federal y Policía Municipal.

### Amigos de Fox
El 21 de junio de 2000, a días de la Jornada Electoral del 2 de julio de 2000, Enrique Jackson, entonces diputado federal del PRI, denunció ante el Pleno de la Comisión Permanente “cheques y otros documentos que prueban una ‘truculenta’ cadena de transferencias de recursos del exterior por más de 300 mil dólares a la campaña de Vicente Fox”.
Se presumió que las transferencias de fondos que provenían de cuatro fuentes diversas, mismos que se depositaban en la cuenta de Carlota Robinson y desde donde eran re direccionados a “Amigos de Fox A. C.” y con los cuales se cubrieron gastos de campaña del entonces candidato a la presidencia, Vicente Fox Quesada, mismos que fueron canalizados a empresas fantasmas propiedad de Lino Korrodi, encargado de las finanzas del panista, y destinados al pago de propaganda y espacios publicitarios en medios, entre ellos TV Azteca.

### Pemexgate
El caso Pemexgate inició en enero de 2002, la Secretaría de la Contraloría y Desarrollo Administrativo (Sedocam), encabezada por su titular Francisco Barrio, interpuso una denuncia ante la Unidad Especializada contra la Delincuencia Organizada (UEDO) de la PGR, por un presunto desvío de más de mil 400 millones de pesos de Petróleos Mexicanos (PEMEX) al PRI, a través del Sindicato de Trabajadores Petroleros de la República Mexicana (STPRM).
El motivo sería el financiamiento de la campaña presidencial de Francisco Labastida Ochoa, como candidato del Partido Revolucionario Institucional (PRI) en el Proceso Electoral del 2000; proceso en el cual también fueron postulados: Vicente Fox (PAN y PVEM), Cuauhtémoc Cárdenas Solórzano (Alianza por México: PRD, PT, Convergencia, PAS, PSN).
En consecuencia, el 23 de enero de 2002, el representante del Partido de la Revolución Democrática (PRD) ante el Consejo General del entonces Instituto Federal Electoral (IFE; ahora INE), Pablo Gómez, presentó una queja ante el órgano electoral, por lo que la Comisión de Fiscalización del IFE decidió integrar el expediente Q-CFRPAP-01/02 PRD vs PRI. 
Dentro de los implicados estuvieron Rogelio Montemayor Seguy, exdirector de Petróleos Mexicanos (Pemex); a Carlos Almada López, quien fuera vocero del expresidente Ernesto Zedillo, y a Jorge Cárdenas Elizondo, Alonso Bretón y Joel Hortiales, exfuncionarios del PRI, Carlos Romero Deschamps (líder sindical) y Manuel Gomezperalta Damirón. 
Como resultado de las investigaciones el IFE constató la recepción de 500 millones de pesos que el PRI no reportó a la autoridad electoral, por lo que estableció una sanción de mil millones de pesos; misma que fue confirmada por el Tribunal Electoral (Trife).
Por su parte, la FEPADE concluyó que "la fiscalía no pudo sostener, ni tiene una prueba directa que demuestre que los implicados en el caso pudieran haber conocido previamente que el dinero (transferido de Petróleos Mexicanos al sindicato petrolero) se iba a destinar a un partido político".